# 師匠系列
《師匠系列》（師匠シリーズ）為由海栗撰寫的超自然連環短篇小說。在同人誌及pixiv上更新中。作者が2channel的超自然現象版或pixiv自2003年開始發表的作品，以自己為原型的敘事者描繪與大學時稱呼為「師匠」的前輩的超自然體驗。關於在網路上公開發表的作品，是被允許商業用途之外的二次運用及擴散的，可於統整網站上閱讀。
在2channel的超自然現象版「想要收集不是鬧著玩的恐怖故事？」（俗稱「洒落恐」）發表當初，發表者（海栗）以宛如親身體驗般的口吻寫作，隨著文章演進，科幻的要素與日漸多，逐漸演變成連環創作的型態。從身為主角的「敘事者（俺）」或「師匠」的回憶等、多位登場角色的視角描述的綜合集錦形式的小說。發表順序與時間軸是不一致的，可從該集敘事者的年齡、學年或季節等確認時間軸。在早期階段便揭示了，和「我」相遇的「師匠」間的故事，以師匠的失蹤迎來終結。描述此事的「失蹤」章節在重製後被公開發表於pixiv。
書籍由雙葉社於2014年開始發售。另外，漫畫版先行於2013年發行。更發表將作為影像化作品，預定於2016年以後接連製作電影、電視動畫、真人電視劇等，不過實際上並未等到公開。此外，高杉真宙被選拔印象角色，在宣傳動畫中飾演「俺」的角色。動畫部分由St.Signpost製作。
2017年8月為止已播送了「委託」「好了嗎」「斬人刀」「後記」「步小姐」等五篇。
2021年9月開始以Live播送「歡迎來到丘陵研究會」。

## 登場角色

### 主角
俺（僕）
配音 - 高杉真宙（2016年）・阪本獎悟（2017年）
本作的敘事者－作者海栗。當場時為地方大學一年級。有些許靈異體質。
1997年大學入學之際，在碰巧加入的社團講述靈異體驗的時候，被「師匠」發覺，成為了他超自然之道的徒弟。被師匠牽著鼻子走，反覆經歷了許多靈異體驗，這樣的生活一直持續到大學三年級的秋天。彼時在師匠失蹤之後，大學生活就此崩潰，過著自甘墮落的生活，直到大學六年級仍未畢業。之後收了徒弟音響（音田響花），成為了「師匠」。
師匠
配音 - 関智一
1997年當時，「俺」就讀的大學研究所一年級（留級2年）的男子。擁有強大的靈能的靈異迷。主修佛教美術。愛好居合道但不擅長打架。之後以圖書管理員身分就職於大學圖書館。
過去，和現在的第一人稱為「僕」，在與「俺」相遇的時候則是用「俺」。
周遭流傳著奇怪傳聞的奇人，將「俺」推進入超自然道路的始作俑者。然而歲月流逝，精神狀態逐漸變得詭異，在「俺」大學三年級時失蹤。發表當初便揭示了失蹤一事。以「從師匠那邊聽來的故事」開頭的章節，即為他數年前的回憶。
曾經也如「俺」一般，曾有將浦井加奈子尊為師匠景仰的時期，更對她抱持著異性的好感。
小川冬馬　
配音 - 大塚龍之介（朗讀劇）
大學一年級。２００４年一入學便被社長音響強行拉入「丘陵研究會」（Oka研）。一開始仍百般不願，漸漸地被激發從母親繼承的強大靈能力而變得活躍。同年級的社員音田七緒關係處得不好。
舊名為黑谷冬馬。小時候作為養子從黑谷家過繼給了小川家，成為了眾所皆知的夏雄的弟弟。新養父為Takaya綜合Research的所長兼服部調查事務所的擁有者。

### 主要人物
京介（山中千尋→多田千尋）
網路上超自然討論版的居民。「京介」為網名，源由出自本身是氷室京介的忠實粉絲。
性格爽朗的女性，曾是「俺」思慕的對象，但因某個事件為契機移居遠方，結婚並育有一兒。
音響（音田響花）
配音 - まこと（有聲劇）・小日向茜（廣播劇）
網路上超自然討論版的居民。「音響」為網名。和「俺」相遇時為喜歡歌德蘿莉塔的中學，而後升學到了「俺」所就讀的大學，成為了「俺」的徒弟。
三年級時成立了大學公認的社團「丘陵研究會」（Oka研）。召集了妹妹七緒與靈能力強的社員正進行著什麼可疑的活動。藉由從服部調査事務所接來的超自然案件報酬，及當地大企業角南集團會長的援助，充實了社團活動資金。為冬馬的「師匠」。
浦井加奈子
配音 - 朴璐美
作為師匠的「師匠」的女性。就讀同一間大學的前輩。眼睛有傷痕男子氣的美女，靈能力非常強，從「俺」看來和「師匠」擁有相似的性格。
拉著「師匠」一起在間叫做「小川調査事務所」的小徵信社打工，從事與靈異扯上關係的事件（通稱：作怪）。
伴隨稱作「Night Cell」細胞發光的特殊體質，具備成就不死之身的治癒能力，但待「俺」和「師匠」相遇之時早已亡故。雖然年約二十多歲中間半，在接近十年前被唆使產下兩名小孩，最終死因不明，推測有可能因此減少了壽命。
黑谷夏雄
寺院住職的兒子，脖子上刺有龍紋身的大漢。被評為「長著一副強暴殺人犯的臉孔」在名為MCD的樂團中擔任鼓手。
比加奈子小兩歲，是加奈子在「師匠」之前的搭檔。被「師匠」單方面認定情敵，而敵視的對象。が一方的に恋敵と認定して敵視している相手でもある。雖然性格粗魯，但基本上仍是「師匠」與加奈子的友方。
疼愛妹妹雅紀。
倉野木綾
配音 -田野アサミ
「師匠」的女朋友。大學三年級。似乎偶爾會作預知夢。又有「茅野歩く」「カヰ・ロアノーク」等網名，也常出入超自然現象討論版。
在某個時間點與「師匠」分別，到了外縣市就職，在同年級生中唯一音訊不通、行蹤不明的人，目前生死不明。

## 漫畫

### 片山愁版
片山愁擔任作畫，於『YOUNG KING OURs』（少年畫報社）自2013年12月號連載至2018年5月號。2018年9月號則登載了『迷離都市～師匠系列外傳～』。

### 高内優向版
標題為『師匠系列 〜師匠與我僕〜』（師匠シリーズ 〜師匠と僕と〜）由高内優向負責作畫。『月刊YOUNG KING OURs GH』（同社）自2014年12月號連載至2017年2月號。此處的登場人物皆為二頭身，走強烈的喜劇風的風格。

## 書籍資訊

### 單行本
- 海栗「師匠系列」（ 雙葉社 ）封面插畫：Yoshiko Watanuki
  1. 師事 2014 年 1 月 21 日發售ISBN 978-4-575-23848-8
  2. 四張臉孔 2014 年 5 月 28 日發售ISBN 978-4-575-23861-7

### 漫畫
- 海栗（原作）、片山愁（作畫）『師匠系列』（YOUNG COMIC）、全7集
  1. 師事 2014年5月30日發售 ISBN 978-4-7859-5300-3
  2. 黒之手 2015年2月28日發售 ISBN 978-4-7859-5486-4
  3. 花 2015年9月30日發售 ISBN 978-4-7859-5633-2
  4. 人偶 2016年7月30日發售 ISBN 978-4-7859-5827-5
  5. 忌日派對 2017年3月30日發售 ISBN 978-4-7859-5982-1
  6. 四張臉孔 2017年9月30日發售 ISBN 978-4-7859-6090-2
  7. 失蹤 2018年7月30日發售 ISBN 978-4-7859-6251-7
- 海栗（原作）、高内優向（作畫）『師匠系列 師匠與我』（YOUNG COMIC）、全1集
  1. 2017年3月30日發售 ISBN 978-4-7859-5983-8
- 海栗（原作）、片山愁（作畫）『迷離都市～師匠系列外傳～』全1集
  1. 2019年2月10日發售 ASIN B07NDQHWN1

## 廣播劇
2016年8月於JFN各局以50分鐘的特別節目形式播放。節目由は「第三個大人」「黑之手」「蓄水池」的精選劇集共3篇組成。演出者除了上述以外，還有稲川淳二（飾演本人）、比企理恵（飾演前田先生）、鶴見辰吾（敘述人）。導演・劇本由清水厚擔任。
- 有聲劇CD『師匠系列~自那個夏季的日子~』（2017年、ELEC RECORDS）

## 歡迎來到丘陵研究會

### 歡迎來到丘陵研究會
TwitCasting以現場直播進行的朗讀劇。以2004年為背景舞台，講述第四代師匠「音響」與「小川冬馬」等成員在大學社團「丘陵研究會」（Oka研）中發生的故事。全８幕預定分三次上演。2021年9月第４幕播送完畢為止的內容，可透過Fantia中「師匠系列『歡迎來到丘陵研究會』粉絲團」網站下載影片。劇本為海栗的加筆內容，並不會小說化。

### 丘陵研究會的日常
原作者海栗加筆的番外篇。在Fantia中「師匠系列『歡迎來到丘陵研究會』粉絲團」網站中，自2021年10月１日起每月兩次更新。

## 外部連結
- 怖い話まとめブログ 師匠シリーズ （页面存档备份，存于）（下述為影像企劃推薦的統整網站）
- ウニ （页面存档备份，存于） - pixiv
- ウニちゃん（本物）@師匠シリーズ的X（前Twitter）
- 「師匠シリーズ」プロジェクト （页面存档备份，存于）
- 「師匠シリーズ」プロジェクト的X（前Twitter）
- 師匠シリーズ　『丘陵研究会へようこそ』的X（前Twitter）